# Wyścig Japonii WTCC
Wyścig Japonii WTCC – runda World Touring Car Championship rozgrywana od 2008, obecnie na torze Suzuka International Racing Course (wersja East Circuit) w Suzuce w Japonii. Do sezonu 2010 włącznie runda odbywała się na Okayama International Circuit niedaleko miasta Mimasaka w prefekturze Okayama.

## Zwycięzcy

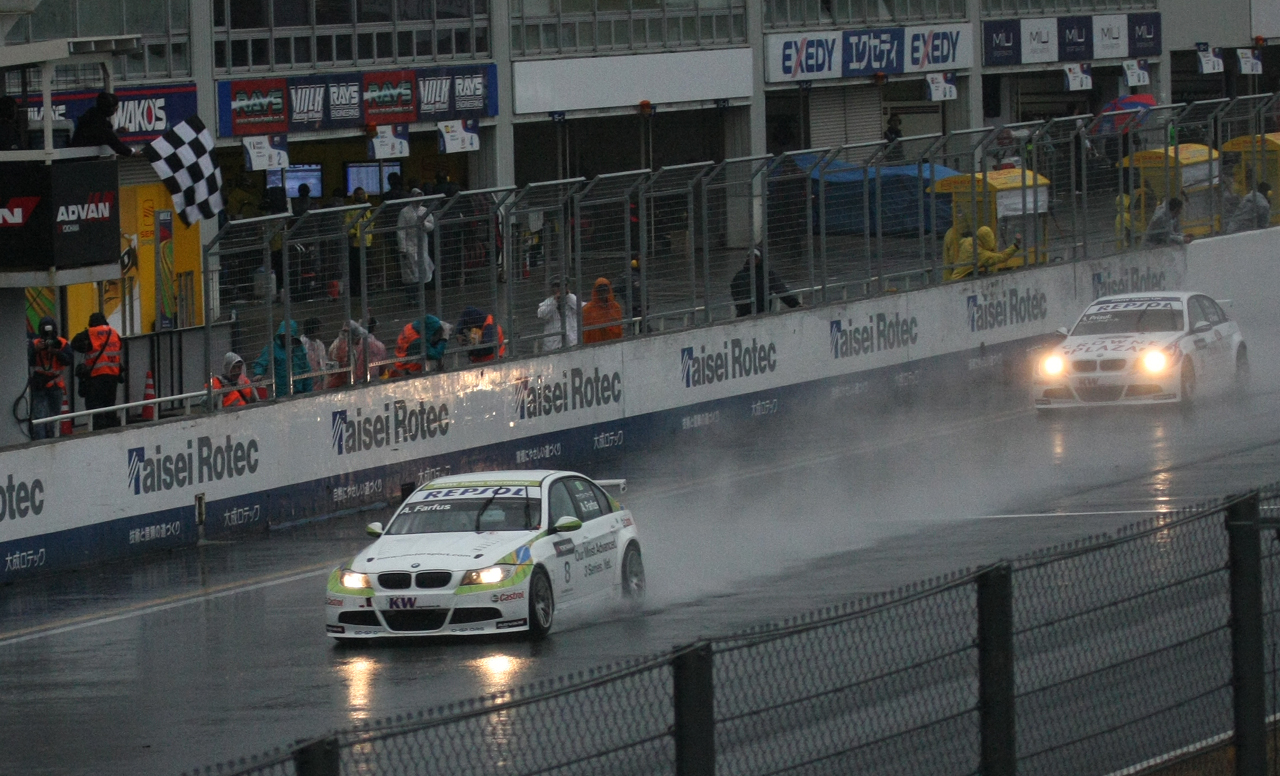
Augusto Farfus wygrywający drugi wyścig w 2009

| Sezon | Kierowca                    | Samochód              | Zespół                               | Lokalizacja | Wyniki |
| ----- | --------------------------- | --------------------- | ------------------------------------ | ----------- | ------ |
| 2008  | Wyścig 1: Rickard Rydell    | SEAT León             | SEAT Sport                           | Okayama     | Wyniki |
| 2008  | Wyścig 2: Tom Coronel       | SEAT León             | SUNRED Engineering                   | Okayama     | Wyniki |
| 2009  | Wyścig 1: Andy Priaulx      | BMW 320si             | BMW Team UK                          | Okayama     | Wyniki |
| 2009  | Wyścig 2: Augusto Farfus    | BMW 320si             | BMW Team Germany                     | Okayama     | Wyniki |
| 2010  | Wyścig 1: Robert Huff       | Chevrolet Cruze       | Chevrolet                            | Okayama     | Wyniki |
| 2010  | Wyścig 2: Colin Turkington  | BMW 320si             | Team Aviva-Cofco / WSR               | Okayama     | Wyniki |
| 2011  | Wyścig 1: Alain Menu        | Chevrolet Cruze       | Chevrolet                            | Suzuka      | Wyniki |
| 2011  | Wyścig 2: Tom Coronel       | BMW 320 TC            | ROAL Motorsport                      | Suzuka      | Wyniki |
| 2012  | Wyścig 1: Alain Menu        | Chevrolet Cruze       | Chevrolet                            | Suzuka      | Wyniki |
| 2012  | Wyścig 2: Stefano D'Aste    | BMW 320 TC            | Wiechers-Sport                       | Suzuka      | Wyniki |
| 2013  | Wyścig 1: Norbert Michelisz | Honda Civic           | Zengő Motorsport                     | Suzuka      | Wyniki |
| 2013  | Wyścig 2: Tom Coronel       | BMW 320 TC            | ROAL Motorsport                      | Suzuka      | Wyniki |
| 2014  | Wyścig 1: José María López  | Citroën C-Elysée WTCC | Citroën Total WTCC                   | Suzuka      | Wyniki |
| 2014  | Wyścig 2: Gabriele Tarquini | Honda Civic           | Castrol Honda World Touring Car Team | Suzuka      | Wyniki |